# Najlepszy Polski Zawodnik PLK
Najlepszy Polski Zawodnik PLK – nagroda przyznawana co sezon przez Polską Ligę Koszykówki najlepszemu polskiemu zawodnikowi. Jej laureat jest wyłaniany na podstawie głosowania wszystkich trenerów ligi. 

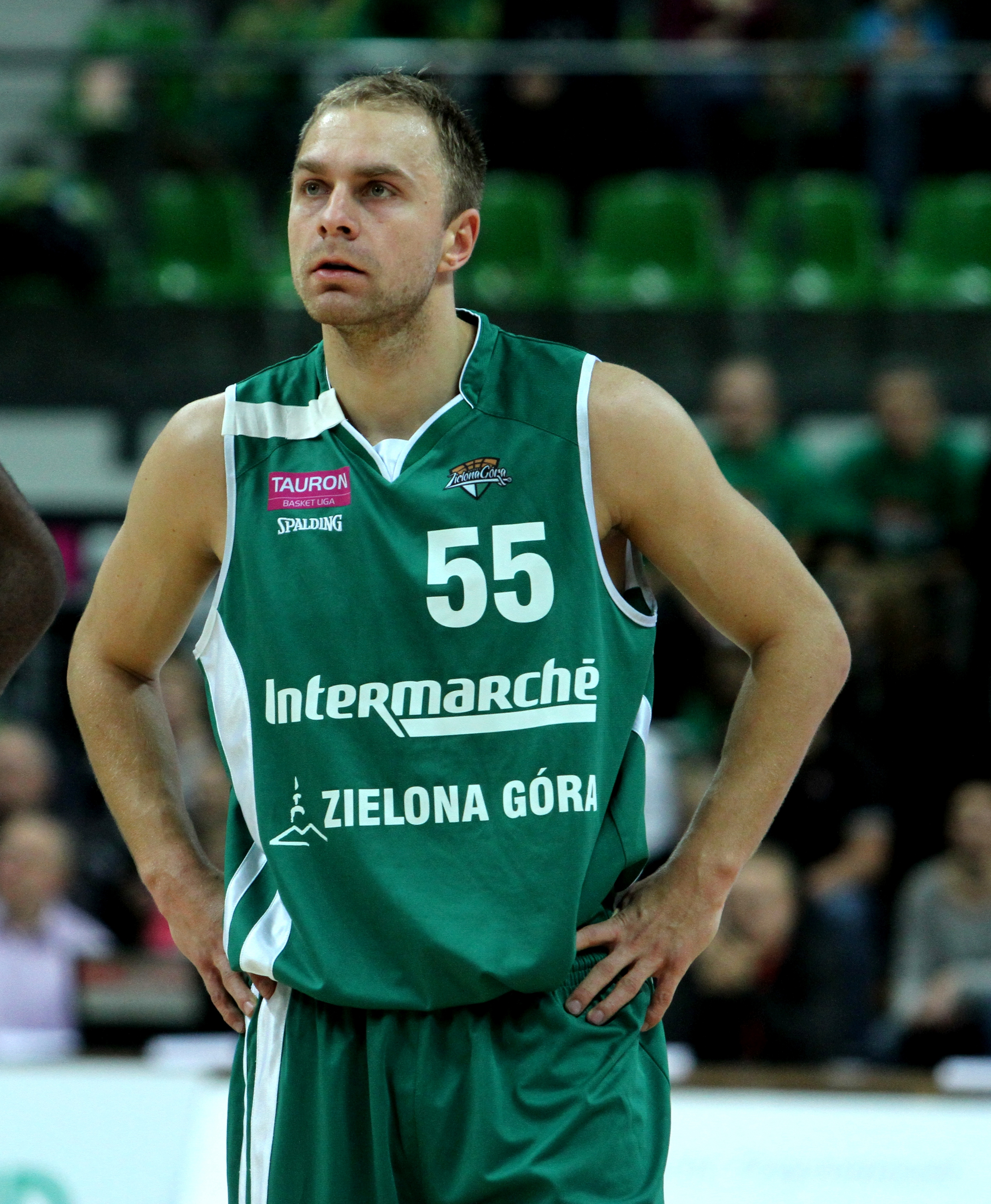
Łukasz Koszarek trzykrotnie był wybierany najlepszym polskim zawodnikiem PLK.

| Sezon   | Zawodnik               | Zespół                                 |              |
| ------- | ---------------------- | -------------------------------------- | ------------ |
| 2009/10 | Krzysztof Szubarga     | Anwil Włocławek                        | [ 1 ]        |
| 2010/11 | Filip Dylewicz         | Trefl Sopot                            | [ 2 ]        |
| 2011/12 | Łukasz Koszarek        | Trefl Sopot (2)                        | [ 3 ]        |
| 2012/13 | Łukasz Koszarek (2)    | Stelmet Zielona Góra                   | [ 4 ]        |
| 2013/14 | Łukasz Koszarek (3)    | Stelmet Zielona Góra (2)               | [ 5 ]        |
| 2014/15 | Damian Kulig           | PGE Turów Zgorzelec                    | [ 6 ]        |
| 2015/16 | Mateusz Ponitka        | Stelmet Zielona Góra (3)               | [ 7 ]        |
| 2016/17 | Krzysztof Szubarga (2) | Asseco Gdynia                          | [ 8 ]        |
| 2017/18 | Michał Sokołowski      | Rosa Radom                             | [ 9 ]        |
| 2018/19 | Michał Sokołowski (2)  | Stelmet Enea BC Zielona Góra (4)       | [ 10 ]       |
| 2019/20 | Jarosław Zyskowski     | Stelmet Enea BC Zielona Góra (5)       | [ 11 ] [ a ] |
| 2020/21 | Jakub Garbacz          | Arged BM Slam Stal Ostrów Wielkopolski | [ 12 ]       |
| 2021/22 | Aleksander Dziewa      | Śląsk Wrocław                          | [ 13 ]       |
| 2022/23 | Andrzej Mazurczak      | King Szczecin                          | [ 14 ]       |
| 2023/24 | Andrzej Mazurczak      | King Szczecin                          | [ 15 ]       |